# 에디트잎귀쥐
에디트잎귀쥐(Graomys edithae)는 비단털쥐과에 속하는 설치류이다. 아르헨티나에서만 발견되며, 해발 3000m의 오트로 쎄로 저산대 초원에서 서식한다.